# Preferencias sociales
Las preferencias sociales describen la tendencia humana a no solo preocuparse por su propia recompensa material, sino también por la recompensa del grupo de referencia y / o la intención que conduce a la recompensa. Las preferencias sociales se estudian ampliamente en la economía conductual y experimental y en la psicología social. Los tipos de preferencias sociales incluyen el altruismo, la igualdad, la reciprocidad y la aversión a la desigualdad. El campo de la economía asumió originalmente que los seres humanos eran actores económicos racionales, y cuando se hizo evidente que este no era el caso, el campo comenzó a cambiar. La investigación de las preferencias sociales en economía comenzó con experimentos de laboratorio en 1980, donde los economistas experimentales encontraron que el comportamiento de los sujetos se desviaba sistemáticamente del comportamiento de interés propio en juegos económicos como el juego del ultimátum y el juego del dictador. Estos hallazgos experimentales inspiraron varios modelos económicos nuevos para caracterizar la preocupación por el altruismo, la justicia y la reciprocidad de los agentes entre 1990 y 2010. Más recientemente, hay una cantidad creciente de experimentos de campo que estudian la configuración de las preferencias sociales y sus aplicaciones en toda la sociedad.

## Determinantes de las preferencias sociales: naturaleza vs. crianza
Se cree que las preferencias sociales surgen por dos métodos diferentes: la naturaleza y la crianza. Mientras que la naturaleza abarca la composición biológica y la genética, la crianza se refiere al entorno social en el que uno se desarrolla. La mayoría de la literatura apoyaría que la "naturaleza" influye más fuertemente en las preferencias sociales, mientras que todavía hay investigaciones que respaldan una fuerte influencia de los factores socioculturales. Algunos de estos factores incluyen la distancia social entre los agentes económicos, la distribución de los recursos económicos, las normas sociales, la religión y la etnia.

## Importancia de las preferencias sociales
La comprensión de las preferencias sociales y la disparidad que se produce entre individuos y grupos puede ayudar a crear modelos que representen mejor la realidad. Dentro del sector financiero, la investigación respalda la existencia de una relación positiva entre los elementos de confianza y reciprocidad sobre el crecimiento económico, como se observa en una reducción de los incumplimientos en los programas de préstamos, así como en la efectividad de la política del gobierno y de la banca central. El buen funcionamiento de las preferencias sociales puede ayudar a la sociedad a allanar el camino hacia nuevos desarrollos a través de una disminución en la probabilidad de fallos del mercado, así como una reducción de los costos de transacción. La sociedad también puede utilizar las preferencias sociales para aumentar el flujo de información, la transparencia y la rendición de cuentas.

## Formación de las preferencias sociales
Biólogos, psicólogos sociales y economistas han propuesto teorías y documentado evidencias sobre la formación de las preferencias sociales tanto a largo como a corto plazo. Las diversas teorías que explican la formación y el desarrollo de las preferencias sociales pueden explicarse desde una perspectiva biológica, cognitiva y sociocultural y se detallan a continuación.

### Evolución biológica

#### Selección de parentesco
La selección de parentesco es una estrategia evolutiva en la que se favorecen algunos rasgos de comportamiento específicos para beneficiar la reproducción de los parientes cercanos. Por lo tanto, el comportamiento que parece altruista puede alinearse con la teoría del gen egoísta. La selección de parentesco puede explicar el comportamiento altruista hacia los parientes cercanos incluso a costa de la propia supervivencia, siempre que el sacrificio de uno pueda ayudar a preservar una mayor cantidad de los mismos genes en parientes cercanos. Por ejemplo, las abejas obreras pueden morir al atacar a sus depredadores para ayudar a preservar los genes de otras abejas.

#### Selección por reciprocidad
La selección por reciprocidad sugiere que el acto altruista puede evolucionar a partir de la anticipación del comportamiento altruista recíproco futuro de los demás. Una aplicación de la selección por reciprocidad en la teoría de juegos es la estrategia de toma y daca en el dilema del prisionero, que es la estrategia en la que el jugador coopera en el encuentro inicial y luego sigue el comportamiento del oponente en el encuentro anterior. Robert Axelrod y WD Hamilton demostraron que la estrategia de toma y daca puede ser una estrategia evolutiva estable en una población donde la probabilidad de encuentros repetidos entre dos personas en una población está por encima de un cierto umbral.

### Aprendizaje social
El psicólogo Albert Bandura propuso que los niños aprenden sobre el comportamiento prosocial y moral imitando otros modelos prosociales, incluidos los padres, otros adultos y compañeros. También existen modelos económicos que proponen que los padres transmiten sus preferencias sociales a sus hijos mostrando su propio comportamiento prosocial. Bandura llevó a cabo una extensa experimentación psicológica de la medida en que los niños emularán el comportamiento agresivo.
Sin embargo, el apoyo empírico para el papel de los padres en el fomento del comportamiento prosocial es mixto. Por ejemplo, algunos investigadores encontraron una relación positiva entre el uso de la inducción por parte de los padres y el comportamiento prosocial de los niños, y otros no encontraron correlación entre la adopción de técnicas punitivas por parte de los padres y el comportamiento prosocial de los niños.
Con respecto a otras fuentes de aprendizaje social, los experimentos de campo recientes han proporcionado evidencias causales de los efectos positivos del programa escolar y el programa de tutoría en la formación de preferencias sociales, y estas investigaciones sugieren que la interacción social, los modelos prosociales también son mecanismos potenciales.

### Factores cognitivos
El psicólogo Jean Piaget fue uno de los primeros en proponer que el desarrollo cognitivo es un requisito previo en el juicio y el comportamiento moral. Abogó por la importancia de la interacción social con los demás en lugar del aprendizaje en el desarrollo moral, que requiere la comprensión tanto de las reglas como del comportamiento de los demás. Otras habilidades cognitivas importantes para fomentar el comportamiento prosocial incluyen la perspectiva y el razonamiento moral, que están respaldados por la mayoría de las evidencias empíricas.

## Evidencias de preferencias sociales

### Evidencias experimentales
Muchas evidencias iniciales de preferencias sociales provienen de experimentos de laboratorio en los que los sujetos juegan juegos económicos con otros. Sin embargo, muchas investigaciones encontraron que el comportamiento de los sujetos se desvió de manera robusta y sistemática de la predicción de la hipótesis del interés propio puro, pero podría explicarse por las preferencias sociales, incluido el altruismo, la aversión a la desigualdad y la reciprocidad. El juego del ultimátum, el juego del dictador, el juego de confianza y el juego del intercambio de regalos son ejercicios que manifiestan las preferencias sociales y sus implicaciones.

### El juego del ultimátum
El juego del ultimátum es uno de los primeros experimentos que muestra que la hipótesis del interés propio no puede predecir satisfactoriamente el comportamiento de las personas. En este juego, el primer jugador propone una división de una cantidad fija y el segundo decide aceptar o rechazar la oferta. Si el segundo jugador acepta la oferta, la recompensa final está determinada exactamente por la oferta. Sin embargo, si el segundo jugador rechaza la oferta, ambos sujetos tendrán cero ganancias. Contrariamente a la predicción de la hipótesis del interés propio de que el primero en mover propondrá una cantidad cercana a cero y el segundo aceptará la oferta, los experimentadores encontraron que los proponentes normalmente ofrecen entre el 25% y el 50% de la cantidad fija, y los que responden tienden a rechazar la oferta cuando su parte es inferior al 20%.

### El juego del dictador
Un juego relevante es el juego del dictador, donde un sujeto propone la división de una cantidad fija y el otro sujeto solo puede aceptar la oferta. El juego del dictador ayuda a aislar el altruismo puro de la preocupación estratégica del primer jugador (es decir, el primero propone una participación mayor al segundo para evitar el rechazo de este) en el juego del ultimátum. En este juego, la participación promedio disminuye al 20% de la cantidad fija, sin embargo, más del 60% de los sujetos aún proponen una oferta positiva.

### Los juegos de confianza y el intercambio de regalos
Otros dos juegos, el juego de confianza (también llamado juego de inversión) y el juego de intercambio de regalos, proporcionan evidencia de comportamiento recíproco. En el juego de confianza, el primer jugador está dotado de una cantidad fija c , y decide la cantidad de dinero b que pasará al segundo. Esta cantidad se multiplica por un factor de k cuando llega al segundo jugador, y luego el segundo jugador decide cuánto de esta cantidad (kb) devuelve al primer jugador. Si bien el modelo del interés propio predice que no hay transferencia ni retorno, los experimentadores encontraron que el primero en mover generalmente transfiere aproximadamente el 50% de la dotación y el retorno del que responde aumenta con la transferencia.
En el juego de intercambio de regalos, el primero propone una oferta al segundo y solicita cierto nivel de retorno del segundo, y luego el segundo decide su retorno, que le es costoso pero que puede aumentar la oferta del primero. También contrariamente a la predicción del interés propio, la oferta del primer jugador en los experimentos suele ser mayor que cero, y el nivel de retorno del segundo jugador aumenta con la oferta.
El dilema del prisionero y su juego generalizado, el juego de los bienes públicos, también proporcionan evidencia indirecta de preferencia social, y hay muchas evidencias de cooperación condicional entre sujetos. El juego del dilema del prisionero ilustra el hecho de que el proceso de cooperación en sí mismo puede crear incentivos para no cooperar. Cada jugador puede hacer una contribución a un bien público teórico antes de que todas las contribuciones se sumen y se distribuyan a los jugadores donde los jugadores "egoístas" tienen la oportunidad de "viajar gratis". Este juego describe la forma en que los consumidores tenderán a viajar gratis sin una intervención activa, pero también la forma en que los consumidores cambiarán su comportamiento con la experiencia.

### Evidencias de campo
Muchas evidencias de campo documentan la equidad y la preocupación recíproca de los agentes. Por ejemplo, Daniel Kahneman, Jack Knetsch y Richard Thaler encontraron que la preocupación por la equidad limita el comportamiento de búsqueda de ganancias de la empresa (por ejemplo, subir el precio después de un aumento en la demanda).
Muchos experimentos de campo examinan las preocupaciones relativas a los salarios y la reciprocidad en los entornos laborales. Por ejemplo, los economistas Uri Gneezy y John A. List realizaron experimentos de campo en los que los sujetos fueron contratados para un trabajo de mecanografía y para la recaudación de fondos puerta a puerta y encontraron que los sujetos ejercían un mayor nivel de esfuerzo con un salario más alto. Sin embargo, esta reciprocidad positiva duró poco. Los investigadores también han descubierto que la reciprocidad positiva es menor que la reciprocidad negativa. En otro estudio, los solicitantes de empleo fueron contratados para catalogar libros durante 6 horas con un salario alto, pero luego se informó a los solicitantes de un aumento o recorte salarial. Los investigadores encontraron que la disminución del esfuerzo en el grupo de reducción salarial fue mayor que el aumento en el esfuerzo en el grupo de aumento salarial. Sin embargo, la reciprocidad positiva no se extendió a otras actividades (voluntariado para trabajar una hora más).

## Modelos económicos de preferencias sociales
Los modelos existentes de preferencias sociales se pueden dividir en dos tipos: preferencias distributivas y preferencias de reciprocidad. Las preferencias distributivas son las preferencias sobre la distribución y la magnitud total de la recompensa entre los grupos de referencia, incluido el altruismo y el rencor, la equidad y la aversión a la desigualdad y la preocupación por la eficiencia. Las preferencias de reciprocidad reflejan la preocupación del agente por la intención del comportamiento de los demás.

### Puro altruismo, calidez y rencor
El altruismo puro en los modelos económicos representa la preocupación de un agente por el bienestar de los demás. Una persona muestra una preferencia altruista si la utilidad de esta persona aumenta con la recompensa de otra. Un modelo económico relacionado es el altruismo impuro, o calidez, en el que los individuos se sienten bien (es decir, obtienen una utilidad de "calidez") al hacer algo bueno sin preocuparse por la recompensa de los demás. La preferencia por el rencor o la envidia es lo opuesto al altruismo puro. En este caso, la utilidad de un agente disminuye con la recompensa de otro.

### Aversión a la equidad y a la desigualdad
Los modelos de aversión a la equidad y a la desigualdad capturan la preocupación del agente sobre la distribución justa de los pagos entre los agentes y especialmente la aversión a las diferencias en los pagos. En el modelo de Fehr-Schmidt, un agente compara su recompensa con los demás componentes del grupo. Sin embargo, la utilidad del agente disminuye con diferencias de pago tanto positivas como negativas entre uno mismo y el otro componente en el grupo de referencia. Además, al agente le disgusta la desventaja de la recompensa más que la ventaja de la recompensa. Por lo tanto, el agente presenta un comportamiento altruista hacia otros cuando está mejor que otros y muestra un comportamiento rencoroso cuando está en peor situación que otros.

### Preocupación por la eficiencia y preferencias cuasi-maximin
Los economistas Gary Charness y Matthew Rabin descubrieron que, en algunos casos, los agentes prefieren resultados más eficientes (es decir, resultados con mayor bienestar social) a los resultados más equitativos y desarrollaron un modelo en el que la utilidad de los agentes es una combinación convexa de los beneficios materiales propios y el bienestar social. Además, asumieron que los agentes tienen preferencias cuasi-maximin, lo que significa que la preocupación de los agentes por el bienestar social incluye el pago mínimo entre los agentes, así como el pago total para todos los agentes del grupo. Sin embargo, al agente le importará menos la recompensa de los demás si otros están mejor que él mismo.

### Reciprocidad
El agente tiene la motivación para corresponder a un comportamiento tanto amable como injusto. El modelo de Rabin (1993) es uno de los primeros modelos que caracteriza el comportamiento recíproco. En este modelo, la recompensa del agente depende del otro oponente, y el agente cree en la bondad del otro oponente, que se basa en la diferencia entre la recompensa real que recibe el agente y la recompensa justa. Los agentes responderán positivamente si perciben el comportamiento del otro individuo como amable y justo y responderán negativamente si lo perciben como injusto. Otros investigadores generalizan aún más el modelo de Rabin (1993) al estudiar interacciones repetidas en juegos de forma extensiva de N-personas, y también al incluir la aversión a la desigualdad en la preferencia del agente. Charness y Rabin también aumentaron su preferencia cuasi-maximin con la preocupación por la reciprocidad.

## Aplicaciones económicas
Los investigadores han argumentado que la falta de reconocimiento de las preferencias sociales conduce a una comprensión sesgada de comportamientos económicos importantes. A continuación se explican tres formas importantes en las que se aplican las preferencias sociales a la economía del mundo real.

### Entendiendo la cooperación
La investigación sobre las preferencias sociales mostró que los individuos recíprocos y reacios a la desigualdad pueden cooperar si están seguros de que otros también cooperarán y pueden castigar a los oportunistas. Esto tiene implicaciones para diseñar mecanismos sociales adecuados para resolver el problema del aprovechamiento gratuito. Por ejemplo, Fischbacher y Gachter descubrieron que, a través de la experimentación con los bienes públicos, la gente contribuye más a los bienes públicos de lo que sugeriría el interés propio. Esto apoya la noción de la contribución voluntaria.

### Diseño de incentivos económicos
Las preocupaciones de reciprocidad e igualdad de los empleados pueden ayudar a diseñar mejores contratos (por ejemplo, contrato de fideicomiso, contrato de bonificación) para mejorar el esfuerzo del empleado y resolver los problemas de agente principal de la empresa. Además, el diseño del salario relativo en el lugar de trabajo puede afectar la satisfacción y el bienestar laboral de los empleados. La investigación sobre las preferencias sociales también ha facilitado la comprensión del efecto de desplazamiento de los incentivos monetarios.

### Diseño de políticas sociales
Las preferencias distributivas y de reciprocidad mencionadas anteriormente son parte integral del buen gobierno y la defensa de los estándares éticos. Sin la existencia de estas preferencias, es poco probable que la sociedad lograra asignaciones deseables de bienes económicos debido al interés propio y al problema del "aprovechamiento gratuito". La investigación y la experimentación de las preferencias sociales ayudan en el diseño de incentivos óptimos utilizados en las políticas públicas. Las preocupaciones sobre la equidad del individuo pueden afectar el diseño de las políticas sociales, especialmente a las políticas redistributivas. Además, las preferencias reciprocidad pueden afectar la evaluación de las personas de las diferentes políticas hacia los pobres dependiendo de la creencia del individuo de que los pobres las merecen o no.